# Frank Lloyd Wright Home and Studio

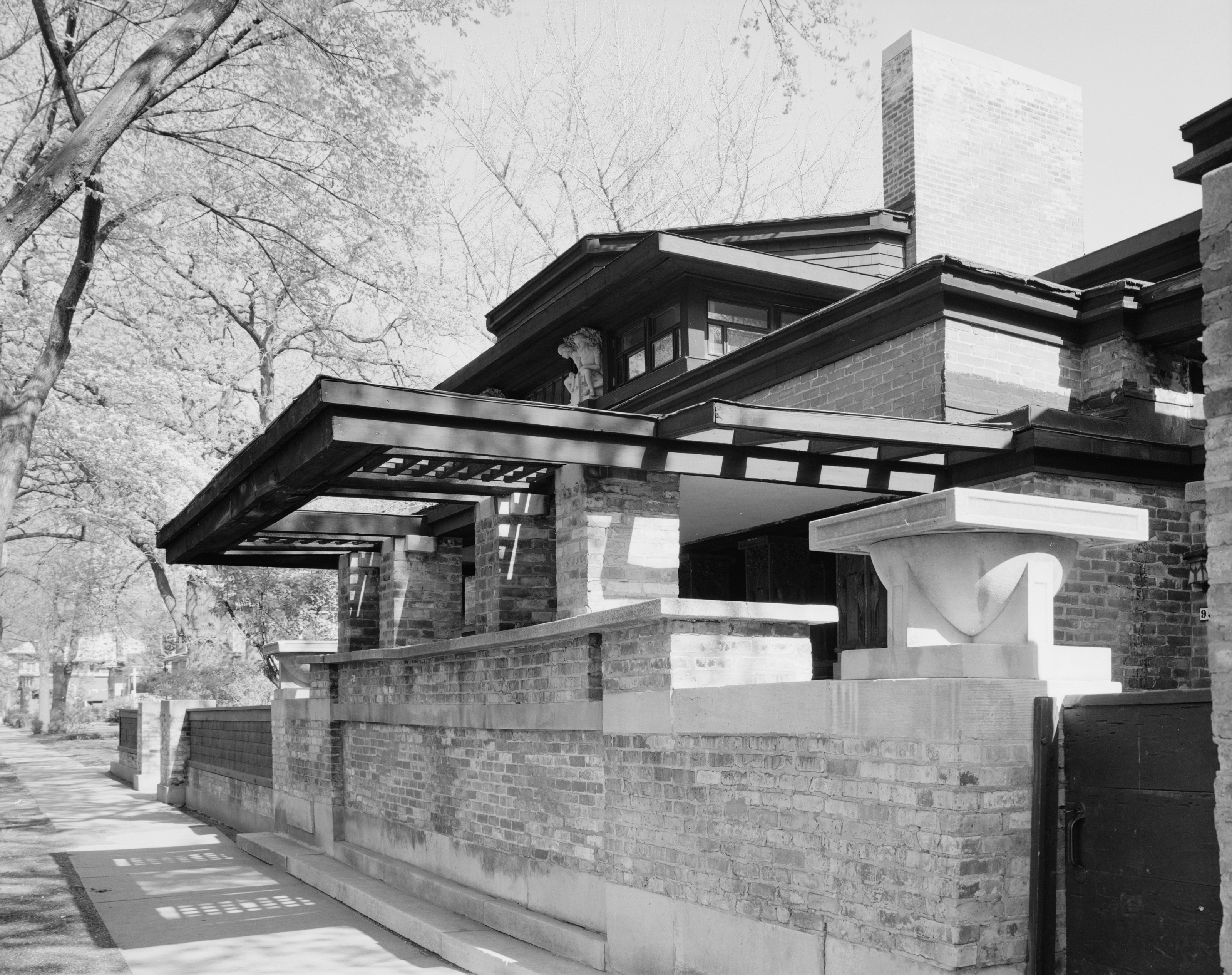
Oak Park House

Frank Lloyd Wright Home and Studio, inaczej Oak Park House – dom i pracownia Franka Lloyda Wrighta. Obiekt budowany i rozbudowywany od roku 1889 w Oak Park, na przedmieściach Chicago.
Realizacja tego dzieła trwała ostatecznie ponad dziesięć lat. Widoczne są tutaj dowody występowania indywidualnych cech stylistycznych, takich jak charakterystyczne okapy utworzone przez wystające krokwie czy murowane ogrodzenie tarasu za słupkami przy wejściu i betonowymi wazami na kwiaty. Wewnątrz domu widać, że swobodne rozplanowanie staje się cechą charakterystyczną jego twórczości. Kominek w głównej strefie pobytu dziennego utworzony został przy wykorzystaniu łuku półkolistego. Dobudowane w 1893 roku skrzydło zawierało pokój dla dzieci ze sklepieniem kolebkowym. Pracownia została dodana w 1898 roku, a składała się z ośmiobocznej biblioteki i dwukondygnacyjnej kreślarni z podwieszonym balkonem. Pomieszczenia te miały doświetlenie górne, co było pierwszym przykładem pojawienia się charakterystycznej cechy wielu jego późniejszych budowli.